# Łagodna rodzinna padaczka noworodków
Łagodna rodzinna padaczka noworodków (ang. benign familial infantile epilepsy, BFNW) – zespół padaczkowy mający swój początek w okresie niemowlęcym (ok. 3 dzień życia). Choroba dziedziczona autosomalnie dominująco. Możliwe liczne uszkodzenia genomowe, zwykle dotyczące kanałów potasowych.
Cechy kliniczne:
- napady kloniczne z bezdechem
- badanie neurologiczne bez odchyleń[1]

W 10–15% przypadków rozwój padaczki.
Zapis EEG: Prawidłowa czynność podstawowa albo fale theta z towarzyszącymi falami ostrymi i wieloogniskowymi iglicami.